# Echinophora cinerea
Echinophora cinerea är en flockblommig växtart som först beskrevs av Pierre Edmond Boissier, och fick sitt nu gällande namn av Ian Charleson Hedge och Lamond. Echinophora cinerea ingår i släktet Echinophora och familjen flockblommiga växter. Inga underarter finns listade i Catalogue of Life.